# Le quattro giornate di Napoli
Le quattro giornate di Napoli (en español: 'Los cuatro días de Nápoles') es una película dramática de 1962 dirigida por Nanni Loy. Inspirada en el libro de Aldo De Jaco La città insorge: le quattro giornate di Napoli de 1956, fue producida por Goffredo Lombardo y fue candidata al Óscar como mejor película de habla no inglesa y como mejor guion original. La película está dedicada al niño de once años Gennaro Capuozzo, medalla de oro al valor militar; tras su estreno provocó polémicas en Italia y Alemania que implicaron entre otros al entonces embajador alemán en Italia Manfred Klaiber.

## Trama
En la película Nanny Loy describe la revuelta popular producida en Nápoles espontáneamente tras el fusilamiento de algunos marineros italianos el 28 de septiembre de 1943, que en cuatro días derrotó e hizo que huyeran las tropas alemanas de la ciudad antes de la llegada de los aliados.
La película es coral y en ella se mezclan episodios individuales y personajes populares protagonistas de la revuelta: de los muchachos huidos del reformatorio para unirse a la insurrección del pequeño Gennarino Capuozzo, que muere con una granada en la mano lista para lanzarla a los carros armados nazis a muchos otros personajes, entre los cuales se puede recordar a Adolfo Pansini.

## Escenografía
Aunque la película está ambientada en Nápoles, algunas escenas fueron grabadas en Salerno. Por ejemplo, el estadio del Vomero, posteriormente llamado Stadio Arturo Collana, que se ve en la película, en el que se produjo realmente la detención de los napolitanos, es en realidad el Stadio Donato Vestuti de Salerno. Análogamente, la escena del fusilamiento del marinero livornés, producida en realidad en las escaleras del Palazzo dell'Università degli Studi Federico II en el Corso Umberto I, se grabó delante de la Academia de Bellas Artes de Nápoles, en la Via Bellini.

## Reconocimientos
- 1963 - Premios Globo de Oro
  - Candidatura a mejor película en lengua no inglesa
- 1963 - Nastro d'argento
  - Director de la mejor película a Nanni Loy
  - Mejor guion a Carlo Bernari, Pasquale Festa Campanile, Massimo Franciosa y Nanni Loy
  - Mejor actriz no protagonista a Regina Bianchi
  - Candidatura a mejor actor no protagonista a Gian Maria Volonté
  - Candidatura a mejor actriz no protagonista a Lea Massari
  - Candidatura a mejor banda sonora a Carlo Rustichelli
- 1963 - Globo d'oro
  - Candidatura a mejor película a Nanni Loy
- 1963 - Grolla d'oro
  - Mejor productor a Goffredo Lombardo
- 1963 - Laceno d'oro
  - Mejor director a Nanni Loy
- 1962 - Premios Óscar[5]
  - Candidatura a mejor película de habla no inglesa
- 1963 - Premios Óscar
  - Candidatura a mejor guion original a Pasquale Festa Campanile, Massimo Franciosa, Nanni Loy, Vasco Pratolini y Carlo Bernari
- 1963 - Premios BAFTA
  - Candidatura a mejor película extranjera